# Toshiyuki Sakai
Toshiyuki Sakai (jap. 坂井 寿如, Sakai Toshiyuki; * 3. September 1964 in Tomakomai, Hokkaidō) ist ein ehemaliger japanischer Eishockeyspieler. 

## Karriere
Toshiyuki Sakai verbrachte seine gesamte Karriere als Eishockeyspieler beim Kokudo Ice Hockey Team, für das er von 1988 bis 2003 in der Japan Ice Hockey League aktiv war. Mit seiner Mannschaft gewann er insgesamt neun Mal den japanischen Meistertitel (1989, 1992, 1993, 1995, 1998, 1999, 2001, 2002, 2003). Anschließend beendete er im Alter von 38 Jahren seine Karriere. 

### International
Für Japan nahm Sakai an den Olympischen Winterspielen 1998 in Nagano teil. Zudem stand er im Aufgebot seines Landes bei der C-Weltmeisterschaft 1987, den B-Weltmeisterschaften 1989, 1990, 1991, 1992 und 1993 sowie bei der A-Weltmeisterschaft 2002.

## Erfolge und Auszeichnungen
| - 1989 Japanischer Meister mit dem Kokudo Ice Hockey Team - 1992 Japanischer Meister mit dem Kokudo Ice Hockey Team - 1993 Japanischer Meister mit dem Kokudo Ice Hockey Team - 1995 Japanischer Meister mit dem Kokudo Ice Hockey Team - 1998 Japanischer Meister mit dem Kokudo Ice Hockey Team | - 1999 Japanischer Meister mit dem Kokudo Ice Hockey Team - 2001 Japanischer Meister mit dem Kokudo Ice Hockey Team - 2002 Japanischer Meister mit dem Kokudo Ice Hockey Team - 2003 Japanischer Meister mit dem Kokudo Ice Hockey Team |